# Brittany Elmslie
Brittany Elmslie (ur. 19 czerwca 1994 w Nambour) – australijska pływaczka, specjalizująca się w stylu dowolnym, dwukrotna mistrzyni olimpijska i mistrzyni świata na krótkim basenie (2016).

## Kariera pływacka
Na Letnich Igrzyskach Olimpijskich 2012 w Londynie zdobyła złoty medal w sztafecie 4 × 100 m stylem dowolnym, razem z Alicią Coutss, Cate Campbell oraz Melanie Schlanger. Australijki ustanowiły w tej konkurencji nowy rekord olimpijski (3:33,15 min). Płynęła także w wyścigach eliminacyjnych sztafety kraulowej 4 × 200 m i sztafety zmiennej 4 × 100 m. Za obie konkurencje otrzymała srebrne medale po tym, jak reprezentacja Australii w finałach uplasowała się na drugim miejscu.
Rok później, podczas mistrzostw świata w Barcelonie wywalczyła dwa medale w sztafetach 4 × 100 i 4 × 200 m stylem dowolnym.
Elmslie zdobyła trzy medale na Igrzyskach Wspólnoty Narodów 2014. Złoto wywalczyła w sztafetach 4 × 100 i 4 × 200 m stylem dowolnym. Z czasem 25,91 s zajęła także trzecie miejsce na dystansie 50 m stylem motylkowym.
Podczas igrzysk olimpijskich w Rio de Janeiro startowała w sztafetach 4 × 100 m stylem dowolnym i 4 × 100 m stylem zmiennym. W eliminacjach sztafety kraulowej Australijki pobiły rekord olimpijski (3:32,39 min). Kilka godzin później, Elmslie wraz z Emmą McKeon, Bronte Campbell i Cate Campbell zdobyła złoty medal i ustanowiła nowy rekord świata (3:30,65 min). Oprócz tego wywalczyła srebro w sztafecie zmiennej.
Cztery miesiące po igrzyskach w Rio de Janeiro, na mistrzostwach świata na krótkim basenie w Windsorze Elmslie zdobyła dwa medale. W konkurencji 100 m stylem dowolnym została mistrzynią świata, uzyskawszy czas 51,81. Drugi medal wywalczyła w sztafecie 4 × 100 m stylem zmiennym, gdzie wraz z Emily Seebohm, Jessicą Hansen i Emily Washer zajęła trzecie miejsce. Na dystansie 50 m stylem dowolnym była siódma (24,05). Płynęła także w sztafetach 4 × 100 i 4 × 200 m stylem dowolnym oraz w sztafecie 4 × 50 m stylem zmiennym. Obie australijskie sztafety kraulowe uplasowały się tuż za podium, a sztafeta zmienna 4 × 50 m została sklasyfikowana na piątej pozycji.
23 kwietnia 2019 roku ogłosiła zakończenie kariery sportowej.